# Кокжиде (Балхашский район)
Кокжиде (каз. Көкжиде) — село в Балхашском районе Алматинской области Казахстана. Входит в состав Аккольского сельского округа. Код КАТО — 193637200.

## Население
В 1999 году население села составляло 577 человек (288 мужчин и 289 женщин). По данным переписи 2009 года, в селе проживало 678 человек (352 мужчины и 326 женщин).